# Obsjtina Georgi-Damjanovo
Obsjtina Georgi-Damjanovo (bulgariska: Община Георги-Дамяново) är en kommun i Bulgarien.   Den ligger i regionen Montana, i den västra delen av landet, 80 km norr om huvudstaden Sofia.
Obsjtina Georgi-Damjanovo delas in i:
- Govezjda
- Kopilovtsi
- Gavril Genovo

Följande samhällen finns i Obsjtina Georgi-Damjanovo:
- Georgi-Damjanovo

I omgivningarna runt Obsjtina Georgi-Damjanovo växer i huvudsak lövfällande lövskog. Runt Obsjtina Georgi-Damjanovo är det ganska glesbefolkat, med 34 invånare per kvadratkilometer.